# Paul Arnold Nelles
Paul Arnold Nelles (* 1923 in Duisburg; † 17. November 2005) war ein deutscher Jurist und Politiker (SPD).

## Leben
Nelles war von 1952 bis 1953 stv. Bundesvorsitzender der Jungen Europäischen Föderalisten. Der Jurist Nelles war Ratsmitglied der Stadt Bochum und wurde dort im Jahr 1962 Beigeordneter. In den Jahren 1971 bis 1988 amtierte er als Staatssekretär im Ministerium für Arbeit, Gesundheit und Soziales in den von den Ministerpräsidenten Heinz Kühn und Johannes Rau geführten SPD-Regierungen des Landes Nordrhein-Westfalen. Ab dem Jahr 1995 war er Vorstandsvorsitzender der Gesellschaft zur Förderung der Lufthygiene und Silikoseforschung des Medizinischen Institutes der Heinrich-Heine-Universität Düsseldorf.

## Ehrungen
Nelles wurde am 3. November 1994 mit dem Verdienstorden des Landes Nordrhein-Westfalen ausgezeichnet.